# Plasma (KDE)
Plasma je grafična delovna površina (tudi grafično namizno okolje) za K Desktop Environment. 
Namizje Plasma je nastalo kot nadomestitev prejšnjega namizja KDesktop, pulta Kicker in programa SuperKaramba za prikazovanje namiznih gradnikov v seriji izdaj KDE 3. 